# Sadovoe
Sadovoe è un comune della Moldavia di 1.369 (dati 2004) abitanti
facente parte della municipalità di Bălți